# Rhynchanthus beesianus
Rhynchanthus beesianus är en enhjärtbladig växtart som beskrevs av William Wright Smith. Rhynchanthus beesianus ingår i släktet Rhynchanthus och familjen Zingiberaceae. Inga underarter finns listade i Catalogue of Life.